# هالک جاویدان (کمیک)
هالک جاویدان به انگلیسی(The Immortal Hulk) یک شخصیت خیالی ساخته شده توسط مارول کامیکس که درسال ۲۰۱۸ معرفی شد. بروس بنر حالت انسانی هالک بعداز مرگ در شب به هالک جاویدان تبدیل می شود، و قدرت‌هایش از حالت عادی هالک خیلی بیشتر بوده و توانایی جاودان بودن به‌علاوه هوش بروس بنر را داراست. او به سادگی از پس تمام اعضای انتقام جویان برمی‌آید. او توانست تنها با یک مشت ثور را شکست دهد.
هالک جاویدان به غیر از کمیک در بازی‌های ارکید نیز حضور داشته است.